# Grevillea triloba
Grevillea triloba är en tvåhjärtbladig växtart som beskrevs av Meissn.. Grevillea triloba ingår i släktet Grevillea och familjen Proteaceae. Inga underarter finns listade i Catalogue of Life.